# Залуђеници
Залуђеници (енгл. Airheads) је америчка комедија из 1994. године. Главне улоге тумаче Брендан Фрејзер, Стив Бусеми и Адам Сандлер.

## Радња филма
Чез, Рекс и Пип су три музичара из Лос Анђелеса који имају свој бенд под називом Усамљени ренџери. Никако не успевају да прогурају своју музику па одлучују да провале са пластичним пиштољима у популарну радио станицу како би пустили свој демо снимак. 

## Улоге
| Глумац          | Улога        |
| --------------- | ------------ |
| Брендан Фрејзер | Чез          |
| Стив Бусеми     | Рекс         |
| Адам Сандлер    | Пип          |
| Крис Фарли      | полицајац    |
| Мајкл Мекин     | Мајло Џексон |
| Маршал Бел      | Карл Мејс    |
| Дејвид Аркет    | Картер       |